# مرشد بحري

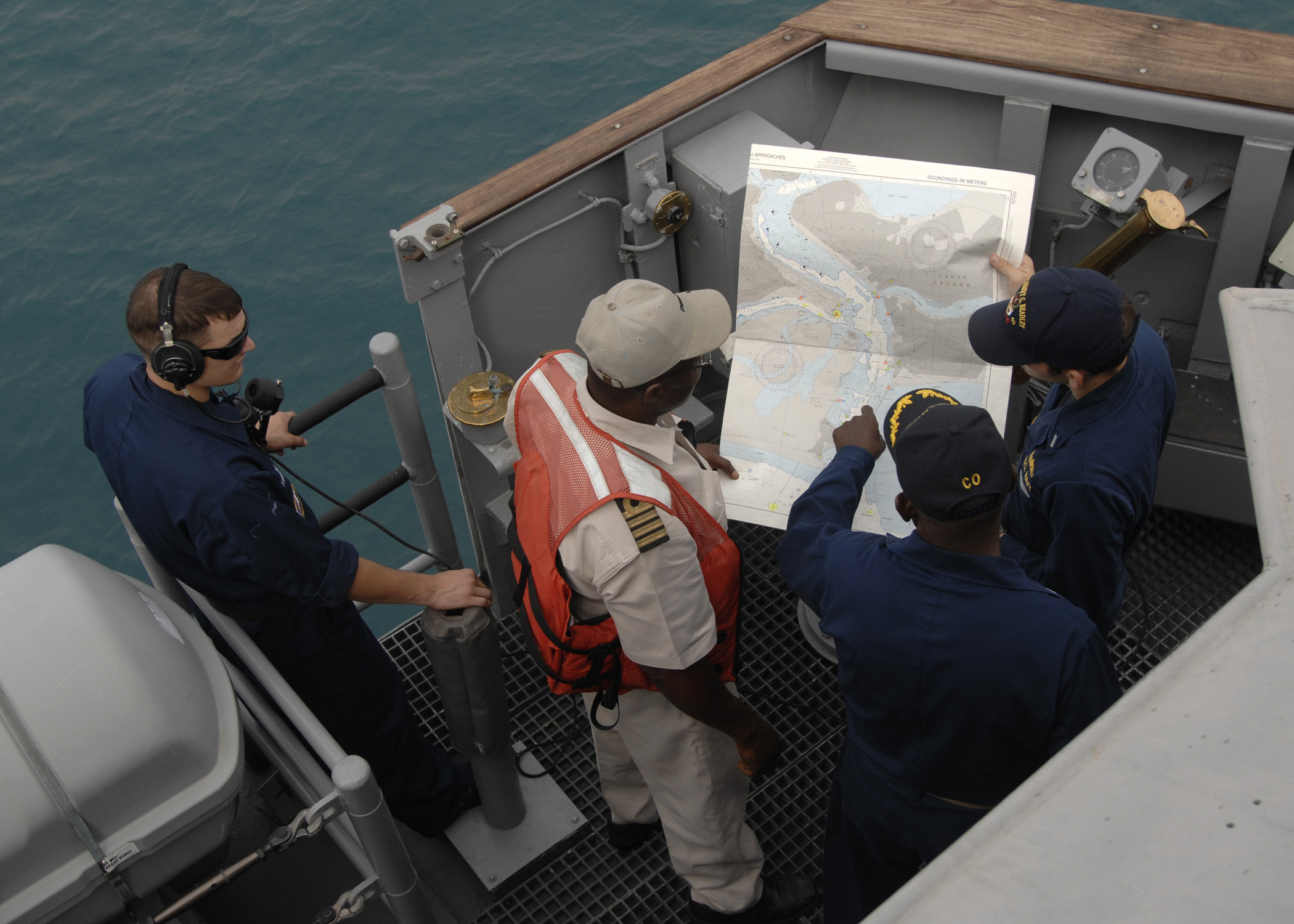
مرشد بحري نيجيري يساعد سفينة تابعة للبحرية الأمريكية في الوصول إلى ميناء لاغوس باستخدام خرائط الملاحة البحرية.

في الملاحة البحرية، المُرْشِد هو بحار لديه معرفة محددة بممر مائي خطير أو مزدحم في كثير من الأحيان، مثل الموانئ أو مصبات الأنهار. يعرف المرشدون البحريون التفاصيل المحلية مثل العمق والتيارات والمخاطر. يصعدون إلى الطاقم وينضمون إليه مؤقتًا لتوجيه مرور السفينة بأمان، لذلك يجب أن يكون لديهم أيضًا خبرة في التعامل مع السفن بجميع أنواعها وأحجامها. يتطلب الحصول على لقب "مرشد بحري" الحصول على ترخيص أو تصريح من هيئة إرشاد معترف بها.